# Сијера Бланка (Тексас)
Сијера Бланка (енгл. Sierra Blanca) насељено је место без административног статуса у америчкој савезној држави Тексас.

## Демографија
По попису из 2010. године број становника је 553, што је 20 (3,8%) становника више него 2000. године.
| Група             | 2000.       | 2010.       |
| Белци             | 134 (25,1%) | 119 (21,5%) |
| Афроамериканци    | 0 (0,0%)    | 18 (3,3%)   |
| Азијати           | 1 (0,2%)    | 8 (1,4%)    |
| Хиспаноамериканци | 387 (72,6%) | 404 (73,1%) |
| Укупно            | 533         | 553         |